# Zineb Redouani
Ne doit pas être confondu avec Zineb Redouane ou Zineb Erroudany.
Zineb Redouani (en arabe : زينب الرضواني) , née le 12 juin 2000 à Meknès au Maroc, est une footballeuse internationale marocaine évoluant au poste de défenseure à l'AS FAR.

## Biographie
Si sa famille était réservée au départ à l'idée qu'elle joue au football le considérant comme un sport masculin, Zineb Redouani commence à taper dans le ballon avec les garçons dans son quartier à Meknès.

### Carrière en club
La carrière de Zineb Redouani débute au CSM Toulal, un des clubs de sa ville natale. Elle rejoint par la suite le Raja Aïn Harrouda avec lequel elle joue trois années avant de s'engager à l'AS FAR, club marocain le plus titré,.

#### Ligue des champions 2021
Zineb Redouani participe avec le club militaire à la première édition de la Ligue des champions féminine de la CAF qui a lieu en Égypte en novembre 2021 bien qu'elle ait peu de temps jeu.

#### Ligue des champions 2022
Comme le Maroc est désigné pays hôte de la Ligue des champions 2022, l'AS FAR est qualifié d'office à la phase finale et ce, après avoir remporté le championnat national.
Redouani prend part à la compétition. Lors de la 2e journée contre les Green Buffaloes, elle est expulsée du match après une faute commise vérifiée par la VAR.

### Carrière internationale

#### Équipe du Maroc -20 ans
Zineb Redouani participe avec la sélection marocaine des moins de 20 ans, aux Jeux africains de 2019 organisés à Rabat. Compétition durant laquelle, le Maroc décroche la médaille de bronze. 
Capitaine de la sélection, Zineb Redouani inscrit un des buts marocains lors du match de la 3e place contre l'Algérie.
La même année, en octobre, elle remporte avec la même équipe le Tournoi UNAF organisé à Tanger.

### Équipe du Maroc
Zineb Redouani est appelée en équipe nationale A depuis 2018.
Elle remporte avec la sélection le Tournoi de l'UNAF organisé en Tunisie en février 2020,.

#### Coupe d'Afrique des nations 2022
Elle est retenue par Reynald Pedros dans la liste des 26 joueuses qui prennent part à la CAN 2022 du 2 au 23 juillet 2022 au Maroc. Compétition durant laquelle le Maroc décroche sa première qualification à une coupe du monde féminine. 
Titulaire à toutes les rencontres, elle et ses coéquipières atteignent la finale qui voit l'Afrique du Sud s'imposer 2 buts à 1. Finale durant laquelle elle se blesse et sort à l'heure de jeu remplacée par sa coéquipière de l'AS FAR, Ghizlane Chhiri (Le score était de 0-0).

#### Coupe du monde 2023
Après avoir disputé deux matchs amicaux en octobre 2022 contre la Pologne et le Canada, elle prend part au stage qui a lieu en février 2023 à Antalya (Turquie) où la sélection affronte la Slovaquie et la Bosnie-Herzégovine.
Elle est sélectionnée en avril 2023 pour prendre part à deux matchs amicaux internationaux contre la Tchéquie et la Roumanie respectivement le 6 avril 2023 à Prague et le 11 avril 2023 à Bucarest.
Zineb Redouani fait partie des 28 joueuses présélectionnées par Reynald Pedros pour disputer la Coupe du monde 2023 en Australie et Nouvelle-Zélande.
Après le stage effectué en Autriche, Redouani est sélectionnée dans la liste finale des 23 joueuses retenues pour défendre les couleurs marocaines au Mondial.
Après s'être inclinées lourdement face aux Allemandes lors du premier match (6-0), les Marocaines se rattrapent le match suivant face à la Corée du Sud en s'imposant sur le score de 1-0, premier but et premier succès de la sélection dans la compétition. Puis lors de la dernière journée, les Lionnes de l'Atlas rééditent avec une autre victoire contre la Colombie, 1-0. Dans le même temps, la Corée du sud réussit à tenir en échec l'Allemagne (1-1). Résultats qui permettent au Maroc de décrocher une qualification historique pour les huitièmes de finale. Après cet exploit, les protégées de Reynald Pedros se frottent aux Françaises. Largement dominatrice, la France s'impose sur le score de 4-0 et l'aventure du Maroc au Mondial prend fin. Zineb Redouani joue l'intégralité de toutes les rencontres disputées par le Maroc durant le tournoi.

#### JO 2024: Echec des Marocaines au dernier tour
Dans le cadre des préparations aux qualifications des Jeux olympiques 2024, le Maroc reçoit la Zambie les 22 et 26 septembre 2023 pour une double confrontation amicale. Les Marocaines s'inclinent lors des deux rencontres. La première à Casablanca sur le score 2-0 et la deuxième à Rabat sur un lourd score de 6 à 2. Zineb Redouani est titularisée lors des deux matchs mais doit sortir sur blessure lors du deuxième.
Elle reçoit une convocation de la part de Jorge Vilda, fraîchement nommé à la tête de l'équipe nationale, pour disputer une double confrontation face à la Namibie les 26 et 31 octobre 2023 dans le cadre du deuxième tour des qualifications des Jeux olympiques 2024. La Namibie étant dans l'incapacité de recevoir, les deux matchs se jouent au Maroc. Les Marocaines s'imposent lors des deux manches. La première à Marrakech le 26 octobre 2023 sur le score de 2-0, et la deuxième à Rabat avec le même score. Elle dispute les deux rencontres dans leur intégralité,. Après avoir éliminé la Tunisie, le Maroc se confronte à la Zambie lors du dernier tour. Zineb Redouani ouvre le score du match aller à Ndola qui se termine par une victoire marocaine (1-2). Si elle est parvenue à s'imposer en Zambie lors du match aller le 5 avril 2024 sur le score de 2 buts à 1, la sélection marocaine ne parvient pas à se qualifier pour la phase finale des Jeux à la suite de sa défaite 2 à 0 au match retour à Rabat le 9 avril 2024 après prolongations.

### Coupe d'Afrique 2024: Nouvel échec en finale
Zineb Redouani est sélectionnée par Jorge Vilda pour une double confrontation amicale face à la RD Congo les 30 mai et 3 juin 2024 à Berkane. Le Maroc remporte les deux rencontres. La première sur le score de 2 buts à 1 et la deuxième, 3 buts à 2. Redouani dispute l'intégralité des deux matchs.
Toujours dans le cadre des préparations à la CAN, elle est convoquée par Jorge Vilda pour disputer deux matchs amicaux internationaux, face au Ghana et Haïti respectivement les 21 et 25 février 2025. Les Marocaines s'imposent face aux Ghanéennes (1-0) et font match nul contre les Haïtiennes (1-1). Zineb Redouani dispute les deux matchs en tant que titulaire,.
Après une série de stages et matchs amicaux, la FRMF annonce le 24 juin 2025 la liste finale pour la CAN 2024. Zineb Redouani fait partie des joueuses retenues par Jorge Vilda. Le Maroc qui atteint la finale pour la deuxième fois consécutive, ne parvient pas à remporter le titre. Durant cette édition, les Marocaines terminent première de leur groupe après un nul face aux Zambiennes (2-2), une victoire face aux Congolaises (4-2) et un succès face aux Sénégalaises (1-0). En quart de finale, le Maroc élimine le Mali (3-1) puis s'impose en demi-finale aux tirs au but face Ghana (4-2, 1-1 après prolongations). Les joueuses de Jorge Vilda s'inclinent en finale face au Nigeria (3-2) après avoir mené au score (2-0) jusqu'à l'heure de jeu. Zineb Redouani prend part à l'ensemble des rencontres du tournoi en tant que titulaire.

## Palmarès

### En club
AS FAR (11)
- Championnat du Maroc (5)
  - Championne : 2020-21, 2021-22, 2022-23, 2023-24, 2024-25

- Coupe du Trône (5)
  - Vainqueur : 2019-20, 2020-21, 2021-22, 2022-23 et 2023-24

- Ligue des champions de la CAF (1) :
  -  Vainqueur : 2022
  -  Finaliste : 2024
  -  3e place : 2021 et 2023

### En sélection
Équipe du Maroc -20 ans
- Jeux africains
  -  3e place : 2019
- Tournoi de l'UNAF -20 ans
  -  Vainqueur : 2019

 Équipe du Maroc
- Coupe d'Afrique des nations
  -  Finaliste : 2022 et 2024
- Tournoi de l'UNAF
  -  Vainqueur : 2020
- Coupe Aisha Buhari
  - 2e place en 2021
- Tournoi international de Malte
  - Vainqueur : 2022

### Distinctions individuelles
- Meilleure espoir du championnat marocain D2 par l'UMFP[30]

- Dans le onze-type de la CAN 2022 par la CAF
- Membre de l'équipe-type africaine de l'année de l'IFFHS : 2022[31]